# Armada afghana
Armada afghana là một loài bướm đêm trong họ Noctuidae.